# María Teresa Lozano Imízcoz
María Teresa Lozano Imízcoz (Pamplona, 31 de julio de 1946) es una matemática española pionera en investigación en Topología y Geometría. Su carrera abarca más de cuarenta años de dedicación al ámbito de la teoría de variedades de dimensión 3. 

## Trayectoria
Nacida en Pamplona, se casó con el físico Julio Abad Antoñanzas (1945-2008) en 1970. Tuvieron tres hijos: Iñaki, Pablo y Maite.
Lozano se licenció en 1969 en Ciencias, sección Matemáticas, por la Universidad de Zaragoza y en 1974, se doctoró en esta misma universidad con la tesis La sucesión espectral de un morfismo con puntos K-críticos, enmarcada en el ámbito de Topología Algebraica y dirigida por José Luis Viviente Mateu. Desde 1969 a 1976 fue profesora adjunta en la Universidad de Zaragoza. De 1976 a 1978 fue Honorary Fellow en la Universidad de Wisconsin (Estados Unidos). Entre 1978 y 1990 fue profesora adjunta numeraria en la Universidad de Zaragoza. En 1990 se convirtió en catedrática de Geometría y Topología, la primera catedrática de la Facultad de Ciencias de la        Universidad de Zaragoza. De 1999 a 2001 fue la directora del Departamento de Matemáticas de la Universidad de Zaragoza.
Es una referente a nivel internacional en investigación en Topología y Geometría de 3-variedades. Una de sus aportaciones incluye su participación en el proyecto RSME-Imaginary que buscaba la recuperación y catalogación de modelos matemáticos de más de cien años de antigüedad.
Entre sus cargos pueden citarse: evaluadora de la ANEP entre los años 1996-2015 y de la ANECA en 2004-2015, presidenta de la Comisión de Docencia y de la Comisión de Evaluación y Control de la Docencia de la Facultad de Ciencias de la Universidad de Zaragoza (1996-1998), Académica numeraria de la Real Academia de Ciencias Exactas, Físicas, Químicas y Naturales de Zaragoza (1998), Vicepresidenta del Claustro Universitario de la Universidad de Zaragoza (2000-2002) o miembro de la Junta Consultiva de la Universidad de Zaragoza (2004-2016).
Desde 2006 pertenece a la Real Academia de Ciencias Exactas, Físicas y Naturales y en 2016 recibió la Medalla de la Real Sociedad Matemática Española (RSME).
Desde 2015 forma parte de Comité Asesor Internacional de la Red Española de Topología.

## Obras
Algunas de sus aportaciones, junto con José María Montesinos-Amilibia, Hugh M. Hilden y Charles W. Whitten, sobre teoría de nudos y variedades tridimensionales se han incluido en diversas obras de conocimiento base en matemáticas.

## Premios y reconocimientos
- 1964-1969: Beca para el estudio de la Licenciatura de Matemáticas, ganadora de la Primera Olimpiada Matemática en el distrito de Zaragoza.[1]
- 2016: Medalla de la Real Sociedad Matemática Española (RSME) por haber abarcado “durante más de 40 años de manera excelente todas las facetas de la profesión matemática: investigación, docencia, gestión, divulgación y servicio a la comunidad".[2]
- Primera profesora emérita de la Facultad de Ciencias de la Universidad de Zaragoza.[9]